# Christopher Turk

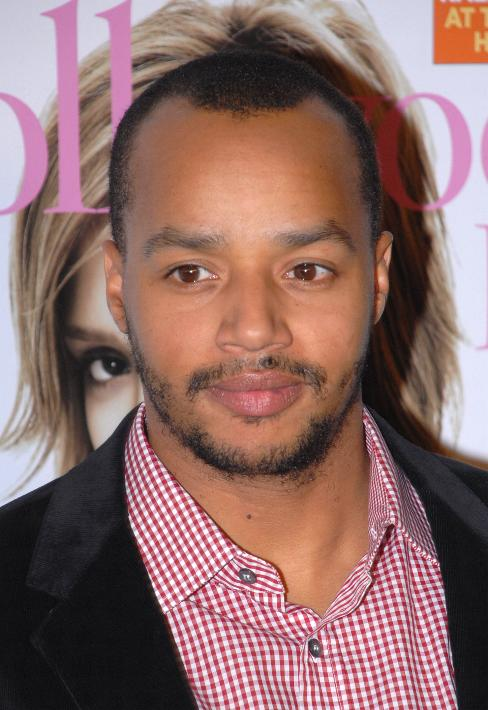
Donald Faison, ator interpretando Christopher Turk.

Dr. Christopher Duncan Turk (mais conhecido como "Turk") é um persongem fictício interpretado por Donald Faison na sitcom estadunidense Scrubs.

## Perfil
Chris Turk é o melhor amigo de J.D. e colega de faculdade, diabético, um cirurgião residente, e é casado com Carla. Sua fraternidade na faculdade era Teta Ômega (ΘΩ).
Apesar de ele e J.D. terem uma amizade bastante íntima (a ponto de que eles são considerados pelos outros personagens um casal), Turk fica desconfortável ao ser emocionalmente ligado a outro homem.

## Relacionamentos com outros personagens

### J.D.
Apesar de ser amigo de outros estereotípicos cirurgiões, como Todd, e ser consideravelmente mais atlético que J.D., Turk também tem o humor bizarro de J.D.; por exemplo os dois adoram a “dança do robô”. Ele e J.D. são donos de um labrador empalhado amarelo chamado Rowdy que eles tratam como um cachorro de verdade, dando banhos, falando com ele como se ele pudesse responder etc.  Quando eles tiverem um robô, ele se chamará Tupac (formalmente Gizmo). J.D. foi o padrinho de casamento de Turk, e o primeiro candidato a padrinho de seu filho com Carla.

### Carla
Carla sempre percebeu que Turk olhava para ela e então o chamou para sair imediatamente. Eles dormiram juntos pela 1ª vez em “My Two Dads” e confessaram seu amor um pelo outro mais tarde na 1ª temporada. Em “My Overkill”, seu relacionamento estava abalado quando Carla descobriu que Cox a amava e que Turk sabia disso, mas ela logo aprendeu a confiar nele de novo. Na 2ª temporada, apareceu outro drama em seu relacionamento quando Carla ficou confusa pela proposta de casamento de Turk, mas ela eventualmente aceitou. Eles passaram toda a 3ª temporada se preparando para seu casamento, o que aconteceu, apesar de alguns problemas, no season finale.
Na 4ª temporada, o casamento de Turk e Carla ficou abalado, quando Carla viu Turk falando com uma ex-namorada. Carla, que se separou dele, ficou bêbada e beijou J.D. Mas Turk e Carla logo reataram o casamento, concordando em ter um bebê no season finale. Eles passaram a maior parte da 5ª temporada tentando conceber, finalmente conseguindo no episódio 5.16.

## Apelidos
Apelidos: Gandhi por Dr. Cox, Turkleton por Dr. Kelso, Turk Turkleton por Dr. Kelso enquanto estava bêbado, Urso Marrom por J.D., Urso Marinho por J.D., Urso de Chocolate por J.D. e algumas vezes Carla, Urso Café por J.D, baleia negra, SCB (Super Chocolate Bear-Super Urso de Chocolate), Negro Amigo, Baldie, T-Diddy, Cara de Bunda (quando ele quase teve que remover sua verruga e colocar pele de sua nádega no lugar), Superman (um apelido que recebeu quando estava com medo de ficar doente, especialmente quando descobriu que era diabético). Ele também queria que Carla o chamasse de ‘'The Hammer'’.